# A State of Trance 2009
A State of Trance 2009 – szósta kompilacja z serii A State of Trance, holenderskiego DJ-a, Armina van Buurena, wydana 8 czerwca 2009. Istnieje również wersja zremiksowana, A State of Trance: yearmix 2009. Na album składają się dwie płyty CD.

## Lista utworów

### CD 1 – On the Beach
1. John O'Callaghan feat. Lo-Fi Sugar – Never Fade Away (Andy Duguid Mix – On the Beach Intro Edit)- 6:01
2. Sunlounger feat. Kyler England – Change Your Mind (Myon and Shane 54 Remix)- 4:11
3. M6 – Paradise Lost – 3:58
4. Ron Hagen & Pascal M – Riddles in the Sand – 4:18
5. Mat Zo – The Fractal Universe – 4:53
6. The Blizzard with Gåte – Iselilja (Sunn Jellie & The Blizzard Dub Remix) – 5:05
7. Monogato – Miami Vibe (Omnia Remix)-5:05
8. Josh Gabriel presents Winter Kills – Deep Down-6:47
9. Myon and Shane 54 feat. Aruna – Helpless (Monster Mix)-4:23
10. tyDi feat. Audrey Gallagher – You Walk Away-5:02
11. Andy Moor & Ashley Wallbridge feat. Meighan Nealon – Faces-5:51
12. Rex Mundi feat. Susana – Nothing At All-6:35
13. Jerome Isma-Ae – Shaguar-5:26
14. Dash Berlin with Cerf, Mitiska & Jaren – Man on the Run (Nic Chagall Remix)-7:22

### CD 2 – In the Club
1. John O'Callaghan feat. Sarah Howells – Find Yourself (Cosmic Gate Remix)-6:34
2. Fabio XB & Ronnie Play feat. Gabriel Cage – Inside of You (Cosmic Gate Remix)-5:34
3. Gaia – Tuvan-5:41
4. Michael Tsukerman – Sivan-5:59
5. Cressida – Onyric (Stoneface & Terminal Remix)-4:01
6. Claudia Cazacu feat. Audrey Gallagher – Freefalling-4:12
7. Aly & Fila – Rosaires-5:08
8. Alex M.O.R.P.H. feat. Ana Criado – Sunset Boulevard-5:08
9. Signum – Addicted-4:12
10. Robert Nickson – Circles (Andy Blueman Remix)-6:29
11. Neptune Project – Aztec-5:31
12. Thomas Bronzwaer – Look Ahead-3:54
13. Phuture Sound feat. Angie – Come to Me (ASOT 2009 Reconstruction)-4:36
14. Dreastic – Blade Runner-3:41
15. 3rd Moon – Monsun-5:48